# Navin Ramgoolam

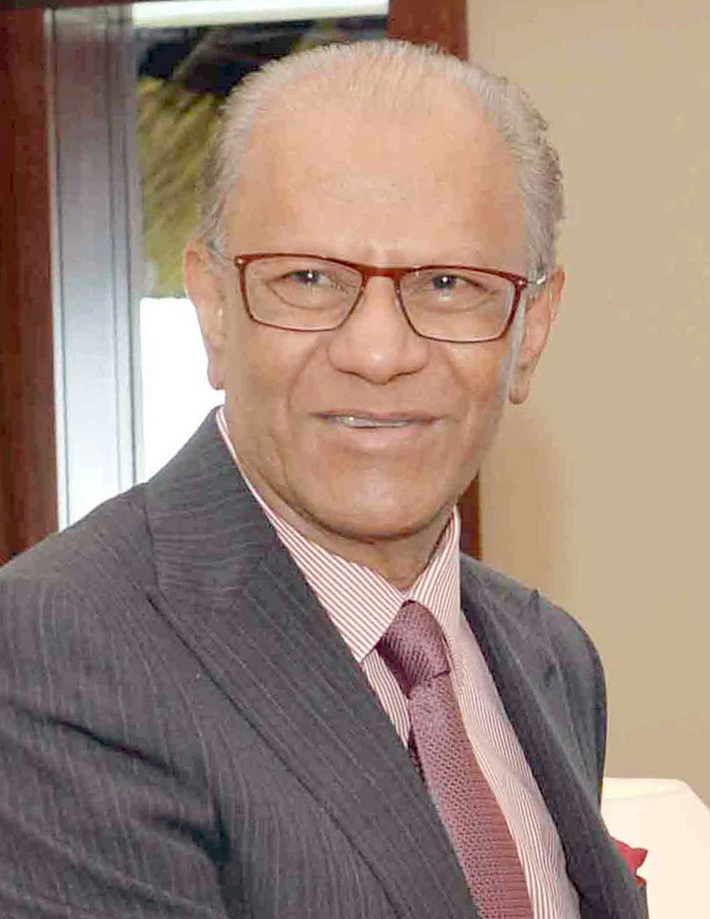
Navinchandra Ramgoolam (2018)

Navinchandra Ramgoolam (* 14. Juli 1947) ist ein mauritischer Politiker.
Er war von 1995 bis 2000 Premierminister und wurde am 5. Juli 2005 wiedergewählt, nachdem seine Alliance Sociale (eine Koalition seiner Maurition Labour Party, der Maurition Party of Xavier-Luc Duval und mehrerer kleiner Gruppen) den damaligen Premierminister Anerood Jugnauth vom Militant Socialist Movement in den Wahlen vom 3. Juli geschlagen hatte. Am 12. Dezember 2014 trat er von seinem Amt zurück. Seit der Parlamentswahl 2024 ist er wieder Premierminister.
Er ist der Sohn von Sir Seewoosagur Ramgoolam, dem „Vater“ der Nation. Er studierte Medizin in Dublin und erhielt 1977 die Zulassung vom General Medical Council Großbritannien. Später erhielt er noch einen Master in Rechtswissenschaften, er arbeitete jedoch nie als Anwalt.